# The Best of Bond…James Bond
The Best of Bond…James Bond es un título usado para más de una compilación de las canciones y los soundtracks de los filmes de James Bond .El primer álbum fue lanzado en 1992 como The Best of James Bond, siendo un álbum compilatorio de un solo disco, mientras que en la edición limitada de 30 aniversario como un álbum de dos discos siendo su principal aliciente el hecho de tener canciones que hasta ese momento eran inéditas. El álbum compilatorio de un solo disco posteriormente fue mejorado en 1999, en el 2002 y en 2008.

## Listado de canciones
1. "The James Bond Theme" by John Barry Orchestra – 1:45
2. "Goldfinger" by Shirley Bassey – 2:46
3. "Nobody Does it Better" by Carly Simon – 3:29
4. "A View to a Kill" by Duran Duran – 3:33
5. "Mr. Kiss Kiss Bang Bang" by Dionne Warwick (Solo versión de 1992)
6. "For Your Eyes Only" by Sheena Easton – 3:02
7. "We Have All the Time in the World" by Louis Armstrong – 3:11
8. "Live and Let Die" by Paul McCartney & Wings – 3:11
9. "All Time High" by Rita Coolidge – 3:01
10. "The Living Daylights" by a-ha – 4:14
11. "Licence to Kill" by Gladys Knight – 5:13
12. "From Russia with Love" by Matt Monro – 2:32
13. "Thunderball" by Tom Jones – 3:00
14. "You Only Live Twice" by Nancy Sinatra – 2:44
15. "Moonraker" by Shirley Bassey – 3:07
16. "On Her Majesty's Secret Service" by John Barry Orchestra – 2:31
17. "The Man with the Golden Gun" by Lulu – 2:33
18. "Diamonds Are Forever" by Shirley Bassey – 2:40
19. "007" by John Barry Orchestra (Solo versión de 1992)
20. "GoldenEye" by Tina Turner – 4:46 (Solo en versiones de 1999 y 2002)
21. "Tomorrow Never Dies" by Sheryl Crow (Solo versiones de 1999 y 2002) – 4:47
22. "The World Is Not Enough" by Garbage – 3:56 (Solo versión de 2002)
23. "The James Bond Theme" by Moby (Solo versión de 2002)
24. "The James Bond Theme" by Parodi/Fair (Solo versión de 2002)

## Limited edition 30th Anniversary Collection
El compilatorio del 30 aniversario también conocido como The Best of Bond…James Bond fue lanzado en 1992. Presenta 16 canciones de los temas principales que había hasta esa fecha. El disco dos incluye 4 tracks inéditos del soundtrack de Goldfinger' , aunque esos tracks inéditos posteriormente fueron incluidos en la versión remasterizada del soundtrack de "Goldfinger" en el 2003. "Thunderball Suite", no apareció en el soundtrack de Thunderball hasta la aparición de la versión remasterizada del soundtrack en el 2003.
Dos raras adiciones fueron agregadas al compilatorio. La primera es la versión original de la canción "Goldfinger", interpretada por Anthony Newley quien coescribió la canción en colaboración con John Barry y Leslie Bricusse. La versión de Newley aparece por primera vez en este álbum. La segunda rara adición es la canción una versión alterna de la canción "Mr Kiss Kiss.Bang Bang" de Thunderball.

### Listado de canciones

#### Disco Uno
1. "The James Bond Theme" by John Barry Orchestra
2. "From Russia with Love" by Matt Monro
3. "Goldfinger" by Shirley Bassey
4. "Thunderball" by Tom Jones
5. "You Only Live Twice" by Nancy Sinatra
6. "On Her Majesty's Secret Service" by John Barry Orchestra
7. "Diamonds Are Forever" by Shirley Bassey
8. "Live and Let Die" by Paul McCartney & Wings
9. "The Man with the Golden Gun" by Lulu
10. "Nobody Does it Better" by Carly Simon
11. "Moonraker" by Shirley Bassey
12. "For Your Eyes Only" by Sheena Easton
13. "All Time High" by Rita Coolidge
14. "A View to a Kill" by Duran Duran
15. "The Living Daylights" by a-ha
16. "Licence to Kill" by Gladys Knight

#### Disco Dos
1. "The James Bond Theme" by John Barry Orchestra
2. "007" by John Barry Orchestra
3. "Goldfinger" by Anthony Newley (demo)
4. "Pussy Galore's Flying Circus" by John Barry (Goldfinger)
5. "Golden Girl" by John Barry (Goldfinger)
6. "Death Of Tilley" by John Barry (Goldfinger)
7. "The Laser Beam" by John Barry (Goldfinger)
8. "Mr. Kiss Kiss Bang Bang" by Dionne Warwick
9. "Thunderball Suite" by John Barry (Thunderball)
10. "Mr. Kiss Kiss Bang Bang" by Shirley Bassey (grabación original)
11. "You Only Live Twice" (versión demo)
12. "You Only Live Twice" (radio spot)
13. "We Have All The Time In The World" by Louis Armstrong
14. "Thunderball" (radio spot)
15. "Live and Let Die" (radio spot)

## Edición 2008
En 2008, Capitol Records publicó una nueva edición de "The Best of Bond...James Bond" que abarca desde 
"James Bond Theme" hasta "You Know My Name", interpretado por Chris Cornell y perteneciente al film 
"Casino Royale". Además, incluye la canción "Surrender", interpretada por k.d. lang, del film "Tomorrow
Never Dies" y una versión inédita de "James Bond Theme" interpretada por John Arnold como Bonus Track.

## Canciones
1. "James Bond Theme" (Monty Norman) ("John Barry & Orchestra")
2. "From Russia With Love" (Lionel Bart) (Matt Monro)
3. "Goldfinger" (Anthony Newley/Leslie Bricusse/John Barry) (Shirley Bassey)
4. "Thunderball" (John Barry/Don Black) (Tom Jones)
5. "You Only Live Twice" (John Barry/Leslie Bricusse) (Nancy Sinatra)
6. "On Her Majesty´s Secret Service" (John Barry) ("The John Barry Orchestra")
7. "We Have All The Time in The World" (Hal David/John Barry) (Louis Armstrong)
8. "Diamonds Are Forever" (John Barry/Don Black) (Shirley Bassey)
9. "Live And Let Die" (Paul McCartney/Linda McCartney) (Paul McCartney & Wings)
10. "The Man With The Golden Gun" (John Barry/Don Black) (Lulu)
11. "Nobody Does It Better" (Carol Bayer-Sager/Marvin Hamlisch) (Carly Simon)
12. "Moonraker" (Hal David/John Barry (Shirley Bassey
13. "For Your Eyes Only" (Bill Conti/Michael Leeson) (Sheena Easton)
14. "All Time High" (Tim Rice/John Barry) (Rita Coolidge)  
15. "A View to A Kill" (Andy Taylor/John Taylor/Roger Taylor/Nick Rhodes/Simon Le Bon/John Barry)
("Duran Duran")
16. "The Living Daylights" (John Barry/Pal Waaktaar) ("a-ha")
17. "Licence to Kill" (Jeffrey Cohen/Walter Afanasieff/Leslie Bricusse/Anthony Newley/Narada Michael Walden/
John Barry)(Gladys Knight)
18. "Goldeneye" (Paul "Bono" Hewson/David "The Edge" Evans") (Tina Turner)
19. "Tomorrow Never Dies" (Sheryl Crow/Mitchell Froom) (Sheryl Crow)
20. "Surrender" (David Arnold/Don Black/David McAlmont) (k.d. lang)
21. "The World Is Not Enough" (Don Black/David Arnold) ("Garbage")
22. "Die Another Day" (Madonna/Mirwais Ahmadzai) (Madonna)
23. "You Know My Name" (Chris Cornell/David Arnold) (Chris Cornell)
24. "James Bond Theme" (Monty Norman) (John Arnold) (Bonus Track).